# Bauhaus Center Tel Aviv
Das Bauhaus Center Tel Aviv (hebräisch מֶרְכַּז בָּאוּהָאוּס תֵּל אָבִיב Merkaz Bauhaus Tel Aviv, deutsch ‚Bauhaus-Zentrum Tel Aviv‘) informiert über die Einflüsse der Bauhausarchitektur in Tel Aviv. Rund 4000 Gebäude in der Stadt wurden in den 1920er, 1930er und 1940er Jahren in Anlehnung an das Bauhaus und im Internationalen Stil errichtet. Das Bauhaus Center in der Dizengoff Street 77 betreibt eine Galerie mit einer Dauerausstellung und wechselnden Ausstellungen (auch zu zeitgenössischer Kunst und Design), eine Bibliothek und einen Verlag, der Publikationen zu Bauhaus-Architektur und -Design herausgibt. Außerdem führt das Bauhaus Center jeden Freitag geführte Touren durch die Weiße Stadt durch. Im Shop des Centers werden neben Literatur auch Judaica im Bauhaus-Stil angeboten. Das Bundesinstitut für Bau-, Stadt- und Raumforschung hebt die guten und qualifizierten Leistungen des Bauhaus Centers hervor, die seine Mitarbeiter für Architekturinteressierte und kunstbeflissene Touristen erbringen. Das Bauhaus Center wurde 2000 von Asher Ben-Shmuel, Shlomit Gross und Micha Gross gegründet.